# Mise en Place Group
Die Mise en Place Group ist ein niederländischer Personaldienstleister mit Sitz in Maastricht. Das Unternehmen wurde 1994 von Charles van Goch gegründet. Mise en Place ist ein international operierender Personaldienstleister, der auf die gehobene Eventgastronomie spezialisiert ist. Das Unternehmen ist weltweit in sieben Ländern mit insgesamt 34 Filialen vertreten. Die Mise en Place Germany GmbH hat am Amtsgericht Aachen Antrag auf Insolvenz gestellt, das am 19. März 2020 eröffnet wurde.

## Geschichte
Zunächst wurde 1994 das Unternehmen Mise en Place Horeca als Projektbüro in Maastricht gegründet. Anfänglich wurden Personalengpässe in der Hotellerie mit Studenten der Hotel-Management-Schule Maastricht kompensiert, inzwischen stellt Mise en Place Servicepersonal auf Großveranstaltungen, Messen und Events. Nachdem Mise en Place in den Niederlanden mehrere Niederlassungen in verschiedenen Städten gegründet hat, expandierte es auch ins Ausland und war 2011 in Deutschland, Belgien, Österreich, Spanien, Curacao und Südafrika vertreten. Diese  Expansion des Unternehmens erforderte interne Trainings, die die Mitarbeiter im Bereich des Service ausbilden und auf die Events und Veranstaltungen vorbereitet. Um Mitarbeitern Aufstiegschancen zu ermöglichen, wurden Tochterfirmen gegründet. Seitdem besteht die Mise en Place Group. Unter die Tochterfirmen fallen Cuise, Event Logistics Solutions (ELS), Special Bar Support (SBS), House of Kent und Staffable. Cuise sorgt für Unterstützung im Bereich der Küche, ELS managt Logistik, SBS ist für den Barkeeper-Service verantwortlich, House of Kent stellt Hostessen und Staffable ist im Bereich Payroll und Dauerüberlassung zuständig.